# Нижній Магарін
Нижній Мага́рін (рос. Нижний Магарин, чув. Анат Макарин) — присілок у складі Шумерлинського району Чувашії, Росія. Входить до складу Магарінського сільського поселення.
Населення — 29 осіб (2010; 36 у 2002).
Національний склад:
- чуваші — 94 %